# Купреев, Николай Семёнович
Николай Семёнович Купреев (бел. Мікола Сямёнавіч Купрэеў; 25 мая 1937, дер. Ямное Рогачёвского района Гомельской области БССР — 19 сентября 2004, Лесная Барановичского района Брестской области) — белорусский поэт и прозаик, член Союза белорусских писателей (1994).

## Биография
После окончания Великой Отечественной войны вместе с семьей переехал в Брестскую область. После учёбы в Ивацевичской средней школе в 1957 г. Н. Купреев поступил на факультет белорусского и русского языка и литературы Брестского государственного педагогического института им. А. С. Пушкина, который окончил в 1962 г.
Работал педагогом в школах Ивацевичского и Ляховичского районов, позже в редакции Ляховичской районной газеты «Строитель коммунизма».
В 1994 г. принят в Союз писателей. Был выдвинут на Государственную премию им. Янки Купалы, но в последний момент его вычеркнули из списка.
Умер в 2004 г. в дер. Лесная Барановичского района Брестской области. Похоронен в Михнавичах — пригороде Ивацевичей.
На его могильной плите выбиты слова из его «Непазьбежнасьці»: «О, я много хотел вам сказать…» (бел. «О, я многа хацеў вам сказаць…»).

## Творчество

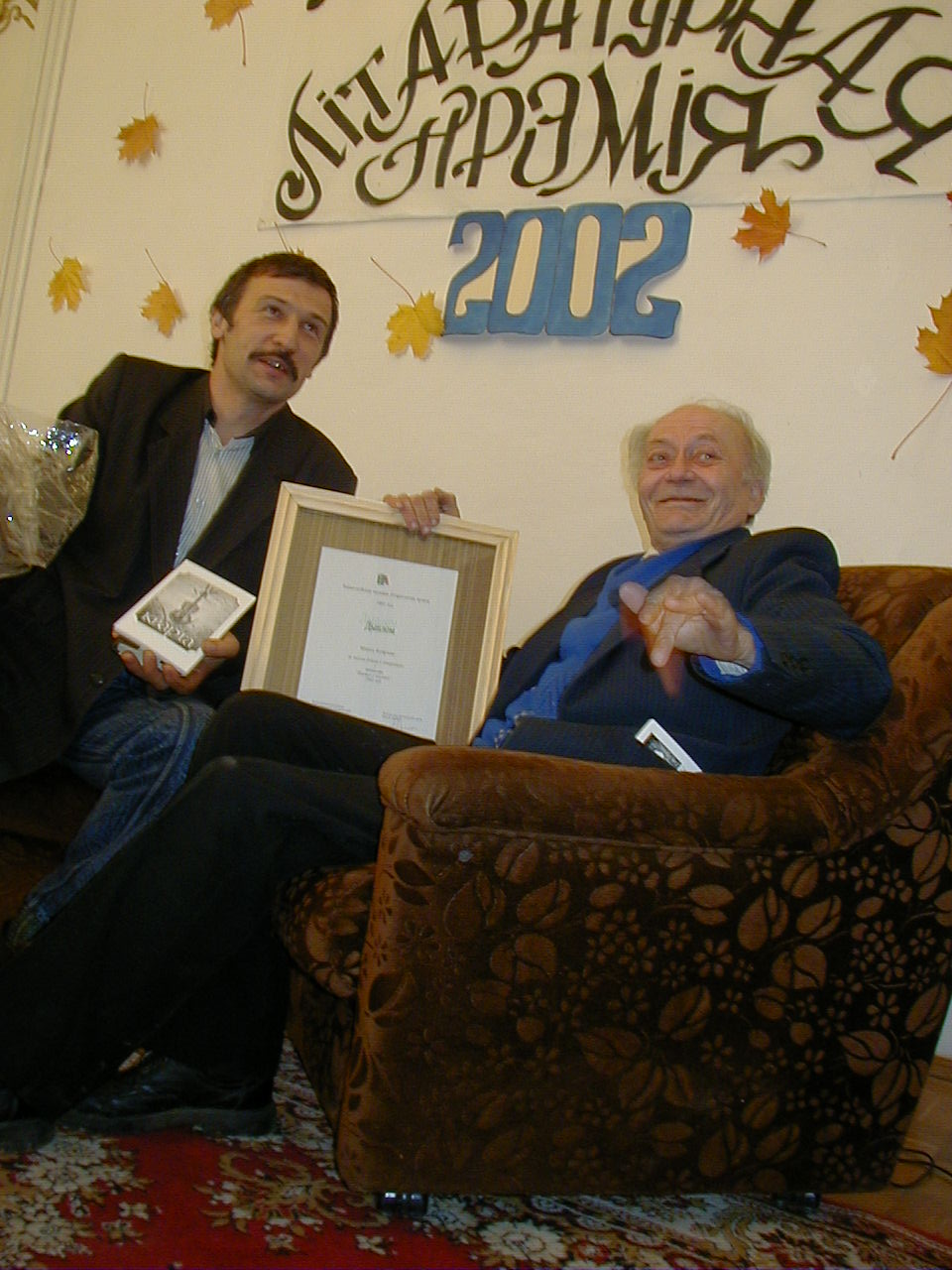
Микола Купреев на получении Медовой премии

Микола Купреев — яркий представитель белорусской плеяды «выклятых паэтаў Бацькаўшчыны», к великому сожалению, так до конца и не реализовавший себя как поэт. Купреев не стремился к славе, не пытался перебраться в столицу, довольствуясь судьбой провинциального автора, постоянно меняющего место работы. Бродяга по жизни, «бомжевал», исходил всё Полесье. Писал и терял рукописи. Более чем за четыре десятилетия творчества он издал только два стихотворных сборника. «Литературная газета» (28 января 2004 г.) писала о нëм, как о «легенде новейшей белорусской литературы».
Литературную деятельность М. Купреев начал ещё будучи студентом в 1957 г. С конца 1980-х годов, с публикации большой подборки стихов в переводе на русский язык в журнале «Неман», его стихи, поэмы, баллады стали чаще появляться в периодической печати.
Первая книга поэзии «Неизбежность» вышла в 1967 г. Она в основном состоит из баллад и элегии, в ней преобладают тихие, печальные интонации. Второй сборник стихов автор выдал почти через 30 лет («Провинциальные фантазии», 1995). Творчество Купреева не вписывалось в рамки официальной советской литературы.
Стихи М. Купреева часто определяются сказочностью, использованием фольклорных мотивов и стилей. Творчество автора отмечено особой любовью к верлибру, балладам, элегиям, притчам. Вся жизнь и творчество автора было связано с Полесьем.
М. Купреев — автор ряда прозаических произведений. В 1995—1997 гг. в журнале «Крыніца» были напечатаны его повести «Детские игры после войны», «Мгновение светлое», «На улице Карла Маркса с Паэтом». Эта своеобразная трилогия написана на историческую тематику. Объединяет повести воспоминание о трагедии войны, тяжелые послевоенные годы, размышления о дальнейшей жизни.

## Избранные произведения
- Поэзия:
  - Камень
  - Лістападная балада
  - Журавы не пралятаюць міма
  - Вясна
  - Цішыня
  - Лясныя сполахі
  - Святавольский верлибр / Сьвятавольскій вэрлібр
- Неизбежность / Непазбежнасць: поэзия (1967)
- З сястрой і Уладзімірам Караткевічам на Рагачоўшчыне: поэма
- Провинциальные фантазии: стихи, поэма / Правінцыйныя фантазіі (1995)
- Проза
  - Детские игры после войны / Дзіцячыя гульні пасля вайны: (повесть-воспоминание) (1995)
  - Мгновение светлое / Імгненне светлае (повесть) (1996)
  - На улице Карла Маркса с Поэтом / На вуліцы Карла Маркса з Паэтам (повесть) (1997).

Стихи Миколы Купреева печатались в переводе на русский язык в «Литературной газете», «Дружбе народов», «Книжном обозрении», других изданиях.

## Награды и премии
- В 2002 году стал лауреатом белорусской литературной премии «Бочка мёда»[1].
- лауреат премии имени Аркадия Кулешова.

## Память
- В 2007 году в холдинге «Литература и искусство» издан сборник прозы Н. Купреева «Палеская элегія». В 2011 г. вышел сборник в издательстве «Мастацкая літаратура» с произведениями Купреева и ещё нескольких белорусских литераторов.
- В 2006 г. в г. Пружаны на доме, где жил поэт была открыта мемориальная доска.